# Stormagt
En stormagt (tysk: Großmacht, fransk: grande puissance, engelsk: great power) er en betegnelse for en stat, der har mulighed for at øve en afgørende indflydelse på international politik. Der findes ingen nøjagtig afgrænsning af begrebet, men Rudolf Kjellén har peget på følgende forhold af betydning for stormagtsstatus:
1. stor befolkning
2. økonomisk styrke
3. militær styrke
4. politisk (alliancemæssig) styrke.

Blandt de tidlige stormagter regnedes således kolonimagterne, der alene i kraft af de områder med dertil hørende befolkningsmæssige og råstofmæssige ressourcer, som de rådede over inden for deres respektive imperier, måtte spille en betydningsfuld rolle i international politik. Som Kjellén imidlertid også gør opmærksom på i sin analyse af sådanne stormagter, var de ikke sjældent prægede af indre svagheder, som svækkede deres formelle betydning. Et eksempel herpå var Østrig-Ungarn, hvis mangfoldige befolkningsmæssige sammensætning gjorde staten foruddisponeret til at miste sin betydning. Også de gamle kolonimagter svækkedes ved de store afstande mellem de enkelte dele af imperierne og de store udgifter, der var forbundne med deres forvaltning. Sådanne forhold gør, at hvilke magter, der regnes som stormagter, derfor vil kunne skifte over tid.

## Historisk Udvikling
Stormagter i ordets oprindelige betydning har altid eksisteret.

### Tiden indtil 1814
Således havde i det klassiske græske bystatssystem Athen og Sparta skiftevis en dominerende rolle (havde hegemoni) og var inden for deres kultursfære stormagter. Rom nøjedes ikke med at være en stormagt, men ville udvikle sig til en alene herskende verdensmagt og dominerede en tid både Europa, det nordlige Afrika og Mellemøsten. Statens traditionelle magt- og overhøjhedskrav opretholdtes af Det østromerske (byzantinske) kejserdømme og Vestromerske kejserdømme med deres aflæggere, Karl den Stores rige og det tysk-romerske rige, hvilke gjorde krav på at være Roms arvtagere som verdensriger. Så længe, disse universalistiske prætentioner med nogen fremgang opretholdtes, var andre staters udvikling til stormagter udelukkede. Disse krav tilintetgjordes i 1400- og 1500-tallet ved stridigheder, som opstod ved fremkomsten af nye stærke statsdannelser med større reel magt så som det Osmanniske Rige i øst og det spanske vælde (med Portugal) og Frankrig i vest, senere tillige den nederlandske forbundsrepublik i 1600-tallet og Sverige i 1600- og begyndelsen af 1700-tallet samt England. Det må om disse stater siges, at anvendelsen af betegnelsen stormagt kun angiver den faktiske magtstilling men ikke en på nogen vis anerkendt stormagtsret. Hverken de eller andre magter i tilsvarende stilling så som Rusland og Preussen i 1700-tallet tilregnede sig ret til at påtage sin andre internationale forpligtelser end dem, som hensynet til deres egne interesser tilsagde.

### 1814 - 1918
En ny situation indtrådte med slutkampene mod Napoleon 1. 1813-1815, da de magter, som havde ledet denne kamp og overvejende båret kampens byrder, gjorde krav på at kunne ordne og lede Europas forhold. Det afgørende skridt i denne retning var stormagtsalliancen i Chaumont 1. marts 1814 mellem England, Preussen, Rusland og Østrig. På Wienerkongressen i 1815 ville disse lande alene bestemme over Europas skæbne, men måtte modvilligt give en plads i sit råd også til det besejrede Frankrig. De fem magter eller stormagterne, hvilket ord fra denne tid får karakter af en teknisk betegnelse, havde dermed konstitueret sig som en slags international overinstans. Nærmest betragtede de sig som garanter for den ved aftalerne i 1814-15 trufne ordning. De bestræbte sig på at - først ved regelbundent sammenkaldte kongresser, der efter ved ministerkonferenser og fyrstemøder - at opretholde fredstilstanden og på mindelig vis løse opdukkende stridsspørgsmål. Den konserverende politik, som stormagternes statsmænd - ikke mindst takket være Metternichs indflydelse - udviklede i dette fredsfremmende formål, gjorde stormagtsforbundet, som da sædvanligvis (omend med urette) kaldtes den Hellige alliance, yderst upopulær i alle liberale kredse. Såvel på grund heraf som på grund af sine særlige interesser skilte England sig ofte ud fra de kontinentale magter. I vigtigere spørgsmål lykkedes man dog alligevel som regel at nå en vis enighed, og det kan næppe med rimelighed benægtes, at stormagterne på denne tid bestræbte sig på den almene freds bevarelse. Som de betydningsfuldeste resultater af deres arbejde i denne retning bør nævnes ordningen af det selvstændiggjorte Grækenlands stilling 1830-1832, bestemmelserne vedrørende Belgien 1831 og 1839 samt London-aftalen i 1841 vedrørende Sortehavet. Den nye krigsperiode, som Krim-krigen indledte, fik den betydning, at ved nationalitetsrørelser og senere den imperialistiske politik sprænge den forud bevarede relative enhed i stormagtskredsen, hvilken samtidigt voksede derved, at det forenede Italien blev optaget deri (fra 1867), samt at Nordamerikas Forenede Stater (USA) og siden Japan anerkendtes som stormagter. Begge de sidst nævnte indtrådte i stormagtskredsen i 1890-erne og markerede en udvidelse af den politiske horisont fra overvejende europæisk politik til verdenspolitik. Hermed indtrådte også en vis forskydning blandt stormagterne, da visse af dem, så som USA, Frankrig, England og Rusland, blev mere verdenspolitisk interesserede end de øvrige.
Hverken den ældre femmagtsgruppe eller de i mellemkrigstiden anerkendte otte stormagter - England (officielt Storbritannien), Frankrig, USA, Italien, Japan, Rusland, Tyskland (i stedet for Preussen) og Østrig-Ungarn - havde nogen formelle forrettigheder i den internationale politik. Fortsat var det den faktiske magt, som bestemte stormagtsstillingen, hvilken vel ved de folkeretslige forbindelser gav øget reel indflydelse, men ikke udmærkede sig ved nogen andre rettigheder end dem, som tilkommer enhver suveræn stat. Officielt kendte folkeretten ingen rangforskel blandt de frie stater, hvorfor fx i almene fremstillinger de deltagende nævntes i bogstavsorden uden skelnen mellem stormagter og andre. Derimod plejede stormagterne indbyrdes at markere krav på en fornemmere stilling ved at hos hinanden holde diplomater af den højeste rangklasse (ambassadører). Da de vigtigste almenpolitiske anliggender blev forhandlede i stormagtshovedstæderne, og da de der akkrediterede ambassadører gerne søgte at danne en eksklusiv kreds, havde stormagternes ældre krav på at lede eller i det mindste autoritativt påvirke den internationale politik i en vis grad kunnet opretholdes. Især gjaldt dette de ikke-europæiske anliggender, hvorved dog nogle magters krav på bestemt dominerende indflydelse inden for en vis sfære (eksempelvis USAs med Monroe-doktrinen motiverede krav i Amerika) ofte lagde forhindringer i vejen for fuldt samarbejde. Gennem den af indbyrdes rivalitet fremkaldte, voksende splittelse inden for stormagternes kreds var det ikke muligt for dem at bevare en modsvarende indflydelse som under tiden 1815-1856. Især konflikterne om Marokko efter 1905 og om Balkanhalvøen efter 1908 undergravede grundigt deres hævdvundne stilling. De i forbindelse med Haagkonferencerne fremsatte og især under 1. verdenskrig livligt diskuterede ønsker om en fastere international organisation til fredens fremtidige bevarelse viste, at tilliden til stormagternes evne til at opfylde de funktioner, hvilke de efter Wienerkongressen havde påtaget sig, nu var forsvundet.

### Mellemkrigstiden
Oprettelsen af Folkeforbundet efter 1. verdenskrig var tænkt som det organ, der skulle modvirke den usikkerhed, som den indbyrdes rivalisering mellem stormagterne havde fremkaldt. Som det viste sig, var Folkeforbundet magtesløst, og flere stormagter foretog politisk-militære tiltag i strid med Folkeforbundets krav, således Italien, Japan, Tyskland og Sovjetunionen.

### Efter 1945
Efter 2. verdenskrig gjordes et nyt forsøg på at bringe stormagterne under kontrol ved oprettelsen af FN og i særdeleshed FN's Sikkerhedsråd, hvor fem magter: Sovjetunionen (fra 1991 Rusland), Frankrig, Storbritannien, USA og Kina (først Republikken Kina, fra 1971 Folkerepublikken Kina) fik både fast sæde og vetoret mod nogen beslutning. Disse lande er derfor regnet som verdens stormagter efter 1945, men nogle stater truer med at gøre dem rangen stridig, således Indien, og hverken Englands eller Frankrigs sæde i sikkerhedsrådet er indlysende efter, at begge disse forhenværende koloniimperier nu har mistet flertallet af deres tidligere besiddelser.